# Odd Arne Almli
Odd Arne Almli (* 29. Dezember 1971) ist ein früherer norwegischer Skeletonsportler.
Odd Arne Almli begann 1998 mit dem Skeletonsport und gehörte seit 1999 dem Nationalkader Norwegens an. Sein internationales Debüt gab er im Januar 2000 in Lillehammer. Auf seiner Heimbahn konnte er Platz 17 belegen und sogleich Weltcuppunkte gewinnen. Höhepunkt der Saison wurde die Skeleton-Weltmeisterschaft 2000 in Igls, wo Almli den 26. Platz belegte. Die Skeleton-Europameisterschaft 2003 in St. Moritz wurde das zweite Großereignis des Norwegers, bei dem er 14 wurde. Die Platzierung teilte er mit dem zeitgleichen Stefano Maldifassi. Sein letztes Weltcuprennen bestritt er im Dezember 2003 in Lake Placid und belegte mit Rang 20 eines seiner besten Resultate in der höchsten Skeleton-Rennserie. 2005 nahm er letztmals an internationalen Rennen des Skeleton-America’s-Cup und des Challenge-Cup teil. National gewann Almli 2009 die norwegische Meisterschaft sowie mehrere Silber- und Bronzemedaillen.